# Aline Ferreira (mesa-tenista)
Aline Meneses Ferreira (São Paulo, 5 de dezembro de 1990) é uma atleta paralímpica brasileira, praticante de tênis de mesa.

## Biografia
Aos oito anos de idade, Aline decidiu brincar no mar, porém, infelizmente, perdeu os movimentos e teve que ser levada ao hospital. Acabou entrando em coma e foi diagnosticada com um AVC Isquêmico. Foi durante o processo de reabilitação na AACD que Aline teve seu primeiro contato com o tênis de mesa. Embora tenha começado inicialmente na natação, foi ao praticar o tênis de mesa que ela se apaixonou verdadeiramente.
A atleta obteve destaque ao conquistar uma medalha de bronze nos Jogos Parapan-Americanos de Jovens em Buenos Aires em 2013.
Ela já participou dos Jogos Parapan-Americanos de Lima 2019 e da Super Copa Brasil 2019. E também já fez parte de edições do TMB Challenge Plus. Em 2023 ela esteve no Aberto Paralímpico de tênis de mesa, que aconteceu na Coreia do Sul, e ficou a um jogo de conquistar uma medalha no individual.

Aline foi convocada para disputar os Jogos Parapan-Americanos de Santiago 2023.

## Títulos
Jogos Parapan-Americanos de Jovens
- Bronze: 2013 (Bueno Aires)